# 簡氏曼巴蛇
簡氏曼巴蛇 （學名：Dendroaspis jamesoni） 是一種原產於赤道非洲（蘇丹、中非共和國、剛果民主共和國、肯尼亚、烏干達、加蓬、安哥拉、贊比亞、喀麥隆、尼日利亞、盧旺達、貝寧、加納）的劇毒蛇。

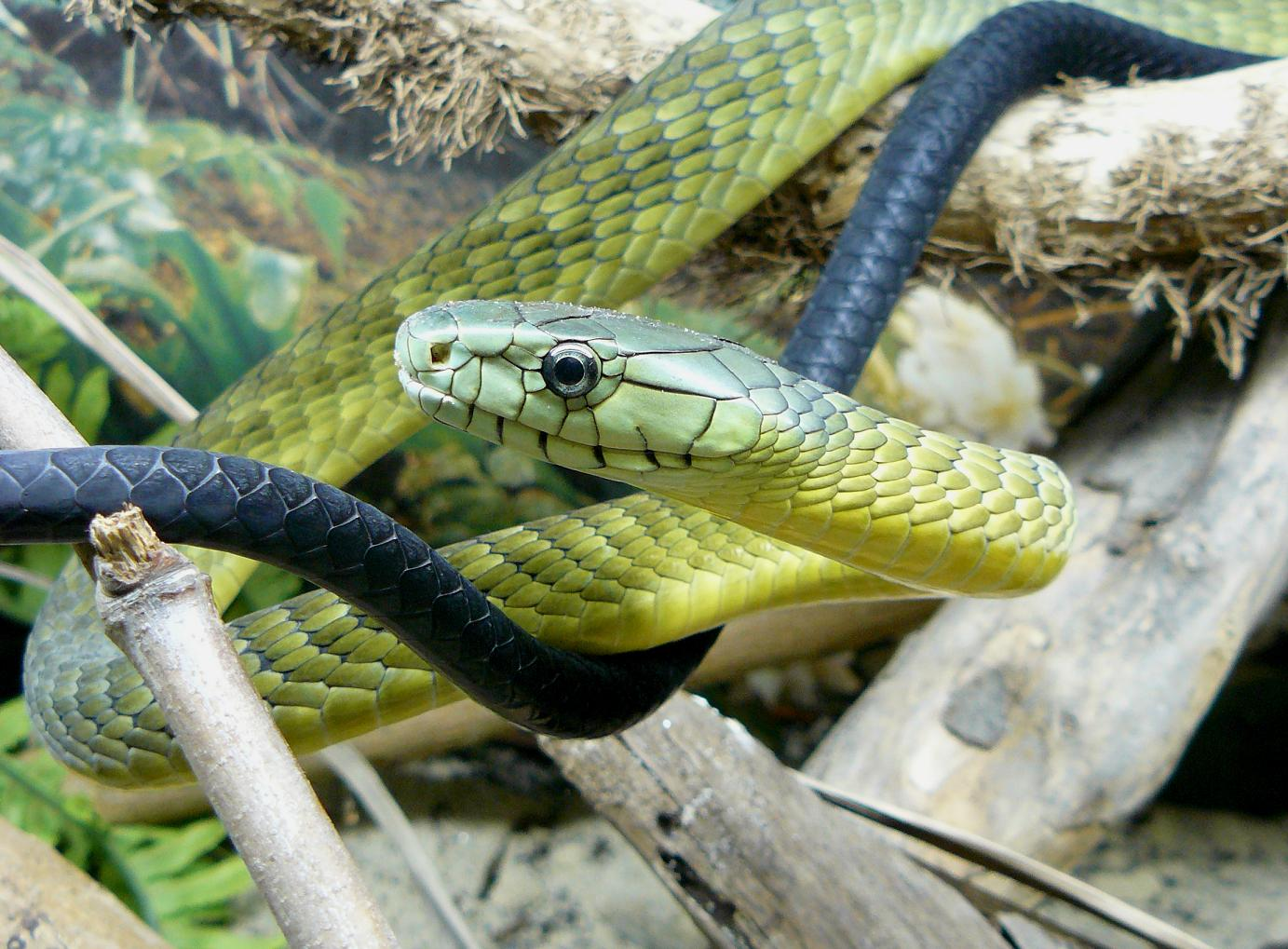

## 外部連結
- Clinical Toxinology Resources Website上的簡氏曼巴蛇（页面存档备份，存于）